# مجلة علم النفس العصبي
مجلة علم النفس العصبي (بالإنجليزية: The Journal of Neuropsychology)‏ هي مجلة علمية مُحكمة تصدر مرتين في السنة وتغطي موضوعات الدراسات السريرية والبحثية في علم الأعصاب، وعلم النفس، والطب النفسي. تنشرها جمعية علم النفس البريطانية [الإنجليزية]، ورئيس تحريرها هو مارتن غاريث إدواردز من جامعة كاثوليك دو (لوفان).
تلخص المجلة وتفهرست بواسطة محرك البحث الأكاديمي ومحرك البحث الأكاديمي الكامل وببمد وسايسينفو [الإنجليزية]و مؤشر الاقتباس العلمي وسكوبس ومؤشر الاستشهادات في العلوم الاجتماعية [الإنجليزية] وشبكة العلوم.
في عام 2018، بلغ معامل التأثير مؤشر الاستشهادات في العلوم الاجتماعية [الإنجليزية] 2.468.

## روابط خارجية
- مجلة علم النفس العصبي